# Таложная
Таложная — река в России, протекает в Добрянском районе Пермского края. Устье реки находится в 0,3 км по правому берегу реки Нижний Лух. Длина реки составляет 12 км.
Исток реки в лесах в 13 км к востоку от посёлка Нижний Лух. Река течёт на юго-запад, всё течение проходит по ненаселённому лесу. Впадает в Нижний Лух у нежилой деревни Талажаны в 8 км к юго-востоку от посёлка Нижний Лух.

## Данные водного реестра
По данным государственного водного реестра России относится к Камскому бассейновому округу, водохозяйственный участок реки — Кама от города Березники до Камского гидроузла, без реки Косьва (от истока до Широковского гидроузла), Чусовая и Сылва, речной подбассейн реки — бассейны притоков Камы до впадения Белой. Речной бассейн реки — Кама.
По данным геоинформационной системы водохозяйственного районирования территории РФ, подготовленной Федеральным агентством водных ресурсов:
- Код водного объекта в государственном водном реестре — 10010100912111100009080
- Код по гидрологической изученности (ГИ) — 111100908
- Код бассейна — 10.01.01.009
- Номер тома по ГИ — 11
- Выпуск по ГИ — 1